# Grantwood Village
Grantwood Village ist eine Town im St. Louis County im US-Bundesstaat Missouri. Das U.S. Census Bureau hat bei der Volkszählung 2020 eine Einwohnerzahl von 941 ermittelt.

## Geographie
Die Koordinaten von Grantwood Village liegen bei 38°33'18" nördlicher Breite und 90°20'56" westlicher Länge.
Nach Angaben der United States Census 2010 erstreckt sich das Stadtgebiet von Grantwood Village über eine Fläche von 2,15 Quadratkilometer (0,83 sq mi). Grantwood Village grenzt im Osten an Affton, im Norden und Westen an Crestwood und im Süden an Sappington und Concord.

## Bevölkerung
Nach der United States Census 2010 lebten in Grantwood Village 863 Menschen verteilt auf 340 Haushalte und 262 Familien. Die Bevölkerungsdichte betrug 401,4 Einwohner pro Quadratkilometer (1039,8/sq mi).
Die Bevölkerung setzte sich 2010 aus 99,0 % Weißen, 0,6 % Afroamerikanern, 0,2 % Asiaten und 0,2 % mit zwei oder mehr Ethnien zusammen. Bei 0,8 % der Bevölkerung handelte es sich um Hispanics oder Latinos. Von den 340 Haushalten lebten in 30,3 % Kinder unter 18 und in 11,11 % der Haushalten lebten Personen über 65 alleine.
Von den 863 Einwohnern waren 23,1 % unter 18 Jahre, 4,2 % zwischen 18 und 24 Jahren, 14,0 % zwischen 25 und 44 Jahren, 35,2 % zwischen 45 und 64 Jahren und in 23,4 % der Menschen waren 65 Jahre oder älter. Das Durchschnittsalter betrug 50,5 Jahre und 48,1 % der Einwohner waren Männlich.

## Belege
1. ↑  Explore Census Data Total Population in Grantwood Village town, Missouri. Abgerufen am 2. Februar 2023.
2. ↑   United States Census
3. ↑   American Fact Finder